# 292
292是291與293之間的自然數。

## 在數學中
- 合數，正因數有1、2、4、73、146和292。
質因數分解為{\displaystyle 2^{2}\times 73}。
- 虧數，真因數和為226，虧度為66。
- 不尋常數，大於平方根的質因數為73。
- 十进制的奢侈數。
- 第22個不可及數。前一個為290、下一個為304。
- 迴文數
- {\displaystyle \pi =3+{\cfrac {1}{7+{\cfrac {1}{15+{\cfrac {1}{1+{\cfrac {1}{292+{\cfrac {1}{\ddots \,}}}}}}}}}}}

## 在人類文化中
- 捷藍航空292號班機是航空史上第一次有乘客可以透過機上個人液晶電視現場觀看自己的命運
- 賽格廣場屋頂高292公尺，是目前世界最高的鋼管混凝土架構大廈
- 古希臘城市奧林匹亞共舉行了292屆古代奧林匹克運動會
- 日本十島村的寶島海拔292公尺，為十島村中最南端的有人島嶼

## 在科學中
- 二甲基亞碸的熔點為292K
- 三氟化銻的熔點為292°C

## 在天文中
- NGC 292是杜鵑座的一個不規則星系
- 六分儀座有LHS 292，是個耀星

## 在其他領域中
- 西元292年和前292年